# Gaomi
Koordinaten: 36° 23′ N, 119° 45′ O
Gaomi (auch Kaumi, chinesisch 高密市, Pinyin Gāomì Shì) ist eine kreisfreie Stadt in der ostchinesischen Provinz Shandong. Sie gehört zur bezirksfreien Stadt Weifang und hat eine Fläche von 1.523 km² mit 895.582 Einwohnern (Stand: Zensus 2010).

## Geschichte
Im frühen 20. Jahrhundert war Gaomi ein Haltepunkt der Schantung-Bahn und war als Abzweigungspunkt der geplanten Kaumi-Hantschuang-Bahn vorgesehen. Die Stadt lag außerhalb des Pachtgebiets Kiautschou, aber innerhalb von dessen 50 Kilometergrenze und war als Viehmarkt bedeutsam. Während des Boxeraufstands war Gaomi zum Schutz des Baus der Schantungbahn längere Zeit von deutschen Truppen besetzt.

## Wirtschaft
Gaomi ist ein aufstrebender Wirtschaftsstandort mit einem vielfältigen Industriemix: Chemische Industrie, Textil- und Schuhfabriken, kunststoffverarbeitende Betriebe, elektrotechnische Industrie, sowie viele Spielzeughersteller. Im Oktober 2008 wurde von der Landesregierung der erste Photovoltaik-Industrie-Park der Provinz Shandong eingeweiht.

## Schriftsteller
Der Autor Mo Yan kommt aus Gaomi. Die meisten seiner Werke spielen dort.